# 재난 복구 계획
재난 복구 계획(災害復舊, 영어: disaster recovery plan, DRP)는 자연재해나 인위적인 재해가 일어나면 특정 단체에 중요한 기술 인프라를 복구하거나 지속할 목적으로 준비하는 데 대한 과정, 정책, 절차를 가리킨다. 시설의 하드웨어나 소프트웨어상의 재해나 재난 발생에 대비하여, 실제 상황이 발생했을 때 취해야 할 행동 계획을 미리 준비하는 것이다. 재해 복구는 업무 연속성 계획(BCP)의 하부 분야이기도 하다.

## 역사
재해 복구는 1970년대 중반에서 말에 이르기까지 발전한 개념이다. 컴퓨터 센터 개발자들이 그들의 단체가 컴퓨터 시스템에 대해 의존한다는 것을 지각하기 시작했던 시기이다. 이 시기에 대부분의 시스템들은 일괄 지향의 메인프레임 컴퓨터였는데 수많은 경우 심각한 위해가 단체에 가해지기도 전에 수일에 걸쳐 시스템이 정지될 수도 있었다.

## 같이 보기
- 업무 연속성 계획(BCP)
- 백업 사이트
- 백업
- 백업 및 복원
- 롤백 (데이터 관리)
- 크로노브레이크 (Chronobreak, 리그 오브 레전드)